# Holalapur, Shirhatti
Holalapur là một làng thuộc tehsil Shirhatti, huyện Gadag, bang Karnataka, Ấn Độ.